# Morris Air

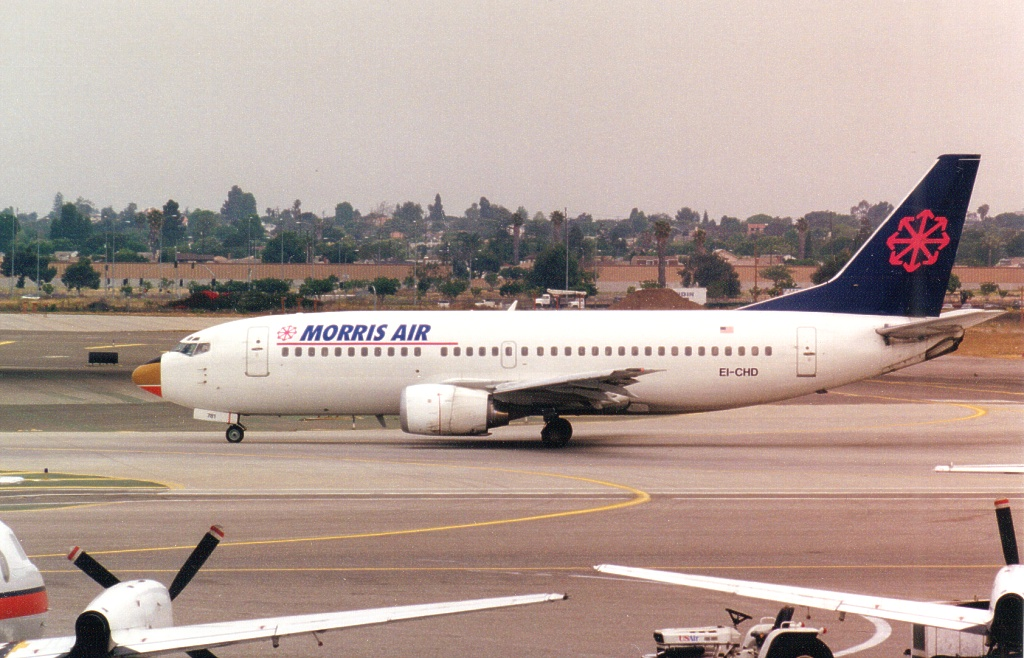
Um Boeing 737 no Aeroporto Internacional de Los Angeles.

A Morris Air foi uma pequena companhia aérea norte americana, sediada em Salt Lake City, Utah. Fundada em 1984 e vendida para Southwest Airlines em 1994. Foi fundada por June Morris com David Neeleman como presidente da empresa.